# Kázim-i-Samandar
Kázim-i-Samandar, (in persiano كاظم السمندر), nato a Qazvin nel febbraio 1844 e deceduto nel 1918, al secolo Muhammad Kázim Qazvíní, noto anche come Samandar, fu un eminente seguace di Bahá'u'lláh, il fondatore della religione bahai e uno dei seguaci preferiti da Bahá'u'lláh.
Kázim-i-Samandar era figlio di Shaykh Muhammad Qazvíní, un babista divenuto bahá'í.

## Bahai
Samandar si trovava a Qazvin quando un gruppo separatista del movimento babista che si rifaceva a Subh-i-Azal iniziò a contestare Bahá'u'lláh e le sue dichiarazioni. Samandar studiò gli scritti e le dichiarazioni di entrambi, divenne uno strenuo seguace di Bahá'u'lláh e scrisse un pamphlet in cui confutò le posizioni degli oppositori di Bahá'u'lláh mostrando che erano basate sul nulla: la sua azione contribuì a ridurre l'influenza dei seguaci di Subh-i-Azal a Qazvin.
Bahá'u'lláh lo nominò Samandar, termine persiano che vuol dire fenice; gli dedicò numerose tavole e preghiere, molte delle quali a noi pervenute.
Samandar girò per tutta la Persia insegnando instancabilmente la Fede bahai; intrattenne una regolare corrispondenza con ‘Abdu’l-Bahá.
Ebbe parecchi figli, maschi e femmine, il più noto dei quali è Taráz'u'lláh Samandarí, una Mano della Causa. La figlia Thurayyá Khánum sposò ad Acri Mírzá Díyá'u'lláh il più giovane figlio di Bahá'u'lláh. Più tardi Thurayyá Khánum ruppe il Patto bahai con grande dolore del padre.
Samandar fece due pellegrinaggi ad Acri per visitare Bahá'u'lláh, ‘Abdu’l-Bahá, Ásíyih Khánum, Bahíyyih Khánum e Munírih Khánum

## Trapasso
Samanadar morì il 5 febbraio 1918. Shoghi Effendi lo chiamò Fiamma dell'amore di Dio e lo indicò come Apostolo di Bahá'u'lláh.